# Soročinsk
Soročinsk (in russo Соро́чинск?) è una città di circa 30.000 abitanti dell'oblast' di Orenburg, nella Russia europea sudorientale. È il capoluogo del rajon Soročinskij, pur essendone amministrativamente autonoma.